# Dar El Beïda
Dar El Beida là một đô thị thuộc tỉnh Alger, Algérie. Dân số thời điểm năm 2002 là 44.753 người.